# 14582 Conlin
A 14582 Conlin (ideiglenes jelöléssel 1998 RK49) a Naprendszer kisbolygóövében található aszteroida. A LINEAR projekt keretében fedezték fel 1998. szeptember 14-én.